# 韋斯尼亞內 (尼古拉耶夫州)
韋斯尼亞內（羅馬化：Vesniane）是乌克兰南部尼古拉耶夫州尼古拉耶夫區的鎮。韋斯尼亞內市鎮行政中心。人口1394人。

## 人口
据1989年烏克蘭蘇維埃社會主義共和國人口普查數據，该村人口1050，其中男性499人，女性551人。 
据2001年烏克蘭人口普查，该村人口1,370。 

### 语言
据2001年人口普查，人口母语為
| 语言       | 百分比  |
| ---------- | ------- |
| 乌克兰     | 83.57 % |
| 俄语       | 15.06 % |
| 摩爾多瓦語 | 0.72 %  |
| 白俄罗斯语 | 0.22 %  |
| 其他       | 0.43 %  |

## 外部鏈接
- 天气